# Duets: The Final Chapter
Duets: The Final Chapter (рус. Дуэты: заключительная глава) — третий посмертный альбом американского рэпера The Notorious B.I.G., выпущенный 19 декабря 2005 года на лейбле Bad Boy Records.
Как и предыдущий релиз Born Again, альбом содержит как уже записанный, так и ранее неслыханный материал от Бигги с новыми битами и приглашёнными рэперами.
Альбом был спродюсирован Eminem, Swizz Beatz, Jazze Pha, Just Blaze, Steven «Stevie J.» Jordan, Havoc, Scott Storch, DJ Green Lantern, Deric «D-Dot» Angelettie, Harve «Joe Hooker» Pierre и другими. В записи альбома приняли участие рэперы Diddy, Eminem, Obie Trice, Twista, Bone Thugs-N-Harmony, Jay-Z, Big Pun, Fat Joe, Freeway, Snoop Dogg, Ludacris, Faith Evans, The Game, Nelly, 2Pac, Mary J. Blige, Nas, Lil' Wayne, Mobb Deep, Akon, Missy Elliott, R. Kelly, Lil' Cease, Bob Marley и другие.
Duets: The Final Chapter дебютировал под номером 3 в чартах Billboard 200 и Top R&B/Hip Hop Albums в американском журнале Billboard. Альбом был сертифицирован RIAA как «платиновый» 3 февраля 2006 года. По данным Soundscan, за первую неделю было продано 438 тысяч копий альбома.
Два сингла из альбома попали в чарты американского журнала Billboard: «Nasty Girl» и «Spit Your Game». На оба сингла были сняты видеоклипы. «Nasty Girl» также достиг 1 места в чарте UK Singles Chart в Великобритании, в то время как «Spit Your Game» достиг 64 места.
Релиз также включал в себя DVD с ранее неизданными архивными видео и несколькими музыкальными видео Бигги. Также было выпущено специальное издание альбома с бонус-диском, на котором было записано два бонус-трека, которые не вошли в основной альбом из-за ограниченного времени звучания: «Want That Old Thing Back» и «Running Your Mouth».

## Приём критиков
| Оценки критиков      | Оценки критиков |
| Источник             | Оценка          |
| -------------------- | --------------- |
| AllHipHop            | [ 8 ]           |
| AllMusic             | [ 2 ]           |
| Entertainment Weekly | B+              |
| IGN                  | (7/10)          |
| Jam!                 | [ 11 ]          |
| PopMatters           | [ 1 ]           |
| Rolling Stone        | [ 12 ]          |
| Slant Magazine       | [ 13 ]          |
| Stylus Magazine      | B−              |
| Virgin Media         | [ 15 ]          |
| Rap.ru               | (Благоприятный) |

Альбом получил в целом очень смешанные отзывы критиков; Питер Релик из Rolling Stone дал альбому всего 2 звезды из 5 и отметил, что название альбома было неправильным из-за присутствия других артистов, а не самого The Notorious B.I.G. Релик также указал на появление артистов, которые, как он полагал, не внесли большой пользы. Энди Келлман из AllMusic оценил альбом как 2.5 из 5. Сорен Бейкер из Los Angeles Times дал ему две звезды из четырёх. Тем не менее, Стив Джонс из USA Today дал все четыре звезды. Method Man, в частности, был большим критиком альбома, который заявил: «Они взяли ниггеров на этот альбом, с которыми Биг никогда бы не записался.» Он также упомянул тот факт, что он был единственным рэпером, которого Бигги выбрал для своего дебютного альбома Ready to Die.

## Синглы
Первым синглом с альбома был «Nasty Girl», с участием P Diddy, Nelly, Jagged Edge, Avery Storm, Jazze Pha и Fat Joe. Он использует вокал Бигги из его песни «Nasty Boy». Сингл поднялся на первое место в Великобритании на второй неделе релиза, где он пробыл две недели и стал его первым и единственным синглом на этом месте. Сингл также помог альбому подняться на 13 место, и поэтому, Duets: The Final Chapter стал его самым высоким альбомом в чарте Англии на сегодняшний день, обогнав Life After Death, который достиг 23 места. В США «Nasty Girl» занял 45 место в Billboard Hot 100, сингл также вошёл в 20 лучших в Австралии.
Второй сингл с альбома — «Spit Your Game», с участием Twista и Krayzie Bone, на обратной стороне которого был сингл «Hold Ya Head», дуэт с Bob Marley, который изначально был обратной стороной сингла «Nasty Girl» в Великобритании и Австралии. «Spit Your Game» — ремейк песни Бигги «Notorious Thugs». «Hold Ya Head» был спродюсирован Клинтоном Спарксом и использует семпл из песни Марли «Johnny Was». В песне используется вокал Бигги из «Suicidal Thoughts».

## Список композиций
| #  | Название                                                                                      | Оригинальная акапелла                                                                 | Продюсер                                                                                               | Семпл(ы)                                                                           | Время |
| -- | --------------------------------------------------------------------------------------------- | ------------------------------------------------------------------------------------- | --- | ---------------------------------------------------------------------------------- | ----- |
| 1  | «B.I.G Live In Jamaica» (Intro) (Performed by Jerry D.)                                       | Выступление на Джеймуорлд в городе Портмор на Ямайке (1996)                           | Jeffery «J-Dub» Walker                                                                                 |                                                                                    | 1:22  |
| 2  | «It Has Been Said» (feat. Diddy, Eminem and Obie Trice)                                       |                                                                                       | Eminem                                                                                                 | - The Notorious B.I.G. — «Kick In The Door» (1997) - Puff Daddy — «Victory» (1997) | 3:18  |
| 3  | «Spit Your Game» (feat. Twista and Bone Thugs-N-Harmony)                                      | «Notorious Thugs» (1997)                                                              | Swizz Beatz                                                                                            | - Walter Jackson — «My Ship Is Comin' In» (1967)                                   | 4:09  |
| 4  | «Whatchu Want» (feat. The Commission: Jay-Z and The Notorious B.I.G.)                         | «Whatchu Want» (Original Unreleased Version) (1992)                                   | Danja (protege of Timbaland)                                                                           |                                                                                    | 3:54  |
| 5  | «Get Your Grind On» (feat. Big Pun, Fat Joe and Freeway)                                      | «My Downfall» (1997)                                                                  | Sean C «Sean Cane»; Diddy (co-producer), LV (co-producer)                                              | - Big Pun — «My World» (2001) - Isao Tomita — «Clair De Lune» (1974)               | 5:24  |
| 6  | «Living The Life» (feat. Snoop Dogg, Ludacris, Faith Evans, Cheri Dennis and Bobby Valentino) | «Let Me Get Down» (Original Version) (1995)                                           | Coptic, Diddy (co-producer)                                                                            | - Jerry Butler — «Take The Time To Tell Her» (1974)                                | 4:28  |
| 7  | «The Greatest Rapper» (Interlude) (Vocals: CJ)                                                |                                                                                       | Faith Evans                                                                                            |                                                                                    | 0:08  |
| 8  | «1970 Somethin'» (feat. The Game and Faith Evans)                                             | «Respect» (1994)                                                                      | Andre Harris & Vidal Davis                                                                             |                                                                                    | 3:25  |
| 9  | «Nasty Girl» (feat. Diddy, Nelly, Jagged Edge and Avery Storm)                                | «Nasty Boy» (1997)                                                                    | Jazze Pha                                                                                              | - Deodato — «Skatin'» (1980)                                                       | 4:46  |
| 10 | «Living In Pain» (feat. 2Pac, Mary J. Blige and Nas)                                          | «House Of Pain» by Live Squad (1993)                                                  | Just Blaze                                                                                             | - Lamont Dozier — «Blue Sky And Silver Bird» (1974)                                | 4:01  |
| 11 | «I’m With Whateva» (feat. Lil' Wayne, Juelz Santana and Jim Jones)                            | «Ready To Die» (1994)                                                                 | Stevie J, Diddy (co-producer)                                                                          | - John Carpenter — «Halloween Theme» (1978)                                        | 2:33  |
| 12 | «Beef» (feat. Mobb Deep)                                                                      | «What’s Beef» (1997)                                                                  | Havoc                                                                                                  | - Bunny Sigler — «My Other Love» (1974)                                            | 4:57  |
| 13 | «My Dad» (Interlude) (Voice: T-yanna Dream Wallace)                                           |                                                                                       | Wayne Barrow                                                                                           |                                                                                    | 0:10  |
| 14 | «Hustler’s Story» (feat. Scarface, Akon and Big Gee of Boyz N Da Hood)                        | «You’ll See» by The L.O.X. (1996)                                                     | Reefa and Mike «Suga Mike» Allen, Diddy (co-producer), Mario Winans (co-producer), J-Dub (co-producer) | - Bunny Sigler — «My Other Love» (1974)                                            | 5:47  |
| 15 | «Breakin' Old Habits» (feat. T.I. and Slim Thug)                                              | «Young G’s» by Puff Daddy (1997)                                                      | Chink Santana                                                                                          |                                                                                    | 4:36  |
| 16 | «Ultimate Rush» (feat. Missy Elliott)                                                         | «Drugs» by Lil' Kim (1996), «Why You Tryin' to Play Me?» by Aaron Hall (2000)         | Scott Storch                                                                                           |                                                                                    | 3:48  |
| 17 | «Mi Casa» (feat. R. Kelly and Charlie Wilson)                                                 | «Friend Of Mine» (1994)                                                               | DJ Green Lantern, Diddy (co-producer), Mario Winans (co-producer), J-Dub (co-producer)                 |                                                                                    | 4:12  |
| 18 | «Little Homie» (Interlude) (Vocals: Lil' Cease)                                               |                                                                                       | D-Dot, Harve «Joe Hooker» Pierre                                                                       |                                                                                    | 0:34  |
| 19 | «Hold Ya Head» (feat. Bob Marley)                                                             | «Suicidal Thoughts» (1994)                                                            | Clinton Sparks, Diddy (co-producer)                                                                    | - Bob Marley and The Wailers — «Johnny Was» (1976)                                 | 2:45  |
| 20 | «Just a Memory» (feat. The Clipse)                                                            | «You’re Nobody ('Til Somebody Kills You)» (1997), «Come On» (Original Version) (1994) | Scram Jones                                                                                            | - The Notorious B.I.G. — «Come On» (1993)                                          | 4:30  |
| 21 | «Wake Up» (feat. KoRn)                                                                        | «If I Die Before I Wake» (1999), «Kick in the Door» (1997)                            | Jonathan Davis and Atticus Ross                                                                        |                                                                                    | 3:35  |
| 22 | «Love Is Everlasting» (Outro) (Vocals: Voletta Wallace)                                       |                                                                                       | Wayne Barrow and Harve «Joe Hooker» Pierre                                                             |                                                                                    | 0:57  |

## Бонус-треки
| # | Название                                                                   | Оригинальная акапелла                               | Продюсер                                                    | Время |
| - | -------------------------------------------------------------------------- | --------------------------------------------------- | ----------------------------------------------------------- | ----- |
| 1 | «Want That Old Thing Back» (feat. Ja Rule and Ralph Tresvant)              | «One More Chance» (1994)                            | Jonathan «Jon Boy» Jordan and Stevie J, Diddy (co-producer) | 5:03  |
| 2 | «Running Your Mouth» (feat. Busta Rhymes, Fabolous, Nate Dogg, Snoop Dogg) | «Whatchu Want» (Original Unreleased Version) (1992) | Soopafly                                                    | 3:36  |

## Неиспользованные треки
- «The Grind» (feat. 50 Cent) — Позже выпущен в 2006 году на микстейпе 50 Cent The Empires Strikes Back (with Statik Selektah & G-Unit Records).
- «The Funk» (feat. Redman, Busta Rhymes & Nate Dogg) — Позже выпущен в 2010 году на микстейпе Redman Pancake & Syrup без Busta Rhymes.
- «Make It Hot» (feat. Ness & Aasim)
- «Here We Go» (feat. Q-Tip, Babs & Aasim)
- «Bust A Nut» (feat. Too Short & Webbie)
- «Three Bricks» (feat. Ghostface Killah & Raekwon) — Позже выпущен в 2006 году в качестве бонус-трека на альбоме Ghostface Killah Fishscale.
- «God’s Callin' Me» (feat. Canibus, Immortal Technique & Noreaga)
- «(Неизвестный трек)» (feat. Lil' Cease)
- «It’s Not A Game» (feat. 2Pac, Big L & Big Pun)

## Чарты

### Еженедельные чарты
| Чарт (2006)                            | Высшая позиция |
| -------------------------------------- | -------------- |
| США (Billboard 200)                    | 3              |
| США (Billboard Top R&B/Hip-Hop Albums) | 3              |
| Великобритания (UK Albums Chart)       | 13             |
| Великобритания (UK R&B Albums Chart)   | 1              |
| Австралия (ARIA)                       | 63             |
| Бельгия/Фландрия (Ultratop)            | 20             |
| Бельгия/Валлония (Ultratop)            | 81             |
| Франция (SNEP)                         | 35             |
| Германия (Offizielle Top 100)          | 55             |
| Япония (Oricon)                        | 30             |
| Нидерланды (Album Top 100)             | 43             |
| Новая Зеландия (RMNZ)                  | 8              |
| Швейцария (Schweizer Hitparade)        | 29             |

### Итоговые годовые чарты (альбом)
| Чарт (2006)                          | Позиция |
| ------------------------------------ | ------- |
| Top Billboard 200 Albums (Billboard) | 52      |
| Top R&B/Hip-Hop Albums (Billboard)   | 11      |

### Синглы
| 2006 | «Nasty Girl»     | 44 | 20 | 9 | 1  |
| 2006 | «Spit Your Game» | —  | 68 | — | 64 |

## Сертификации
| Регион                                                      | Сертификация | Продажи    |
| ----------------------------------------------------------- | ------------ | ---------- |
| США (RIAA)                                                  | Платиновый   | 1,150,000^ |
| Великобритания (BPI)                                        | Золотой      | 100 000^   |
| ^ Данные о тиражах приведены только на основе сертификации. |              |            |